# Banh (République centrafricaine)
Pour les articles homonymes, voir Banh.
Banh est une  commune rurale de la préfecture de Ouham-Pendé, en République centrafricaine. Elle s’étend au sud-ouest de la ville de Paoua.

## Géographie
La commune de Banh est située au centre de la préfecture de l’Ouham-Pendé. La plupart des villages sont localisés sur l’axe Paoua – Lia – Bozoum, route régionale RR6. 
| Yémé  | Paoua |       |
| Loura | Banh  | Bimbi |
| Malé  | Mom   |       |

## Histoire
Lia est un chef-lieu de subdivision en Oubangui-Chari de 1921 à 1928, date à laquelle, elle est remplacée par Paoua.

## Villages
Les villages principaux sont : Bambara, Gouzé, Lia et Mbali.
La commune compte 71 villages en zone rurale recensés en 2003 : Bambara, Baya, Boboro, Bokere, Boucher-Pende, Bozamane, Capita-Mbiva, Danbaba, Ganabere, Gangandai 3, Garou, Goura, Gouzara 1, Gouzara 2, Gouze, Gouze-Belge, Gouzou, Gowe, Gozion 3, Kalandao, Kama, Kan-Wa, Kereguele, Kon-Woron, Koumbere, Kounpo 1, Kounpo 2, Kounpo-Sud, Lebo, Lia, Lia-Foulbe, Mbailia, Mbali 1, Mbali 2, Mbaobo, Mbaye Wahoule, Mbere, Mbiva, Mission Catholique B, Moipoule, Nganahoul, Paysannat, Poubati, Poube, Poubol 1, Poubol 2, Poubol 3, Poufin, Pougabara 2, Poukon 2, Poumbaindi 1, Pounambo, Poungarou, Poungbaou, Poungbe, Sibere 1, Sibere 2, Simbo, Sococa Pende, Souri-Bairo, Souri-Seni, Terendji, Toulara 1, Toulara 2, Toulmbao 1, Toulmbao 2, Voh, Wari, Zango-Be, Zara, Zoh Yamboli.

## Éducation
La commune compte 12 écoles publiques à Poubati, Gouzou, Poumbaindji, Gouzé, Voh, Lia, Gowe-Poungaro, Toulara 1, Zara, Kounpode, Kounpo1 et Baya.

## Santé
La commune située dans la région sanitaire n°3 dispose de 4 postes de santé à Gouzé, Gouzé PSP, Lia et Kounpo.